# 外星人南毛介
外星人南毛介（学名：Austrolimoosella et-animalia）为粗面介科南毛介屬下的一个种。